# Wohnhaus Hansingstraße 44
Das Wohnhaus Hansingstraße 44 im niedersächsischen Nordenham im Landkreis Wesermarsch stammt vom 20. Jahrhundert.
Aktuell (2023) wird es als Wohnhaus genutzt.
Das Gebäude steht unter Denkmalschutz (siehe auch Liste der Baudenkmale in Nordenham).

## Beschreibung
Das zweigeschossige verputzte traufständige Gebäude auf Sockel mit Walmdach, linkem Giebelrisalit mit Satteldach, linkem Anbau mit Eingangslaube sowie den eckigen Fenstern und reicher Putzdekoration stammt von den Anfängen des 20. Jahrhunderts.
Das Landesdenkmalamt befand zur Bedeutung: „… geschichtlich, wissenschaftlich, städtebaulich …“